# Empreiteira militar
Uma empreiteira militar é uma empresa ou pessoa que fornece produtos ou serviços para um ministério da defesa de um governo. Os produtos incluem tipicamente aeronaves militares, navios, veículos, armamento e sistemas eletrônicos. Os serviços podem incluir logística, suporte técnico e de telecomunicações, e treinamento.
Empreiteiras militares geralmente não fornecem apoio direto a operações militares. Segundo a Convenção de Genebra, empreiteiras militares que se envolverem em apoio direto a operações militares podem ser considerados alvos legítimos de ataque militar. Compare com empresa militar privada.